# Agnieszka Paszkowska
Agnieszka Paszkowska (ur. 4 lipca 1960 w Lublinie, zm. 23 listopada 2017 w Konstancinie-Jeziornie) – polska aktorka teatralna i filmowa.
Żona Wojciecha Paszkowskiego. W latach 1980–1981 była adeptką w Teatrze. im Osterwy w Lublinie, absolwentka Wydziału Aktorskiego PWST w Warszawie (dyplom 1986), w latach 1987–2001 aktorka Teatru Rampa w Warszawie. W ostatnich latach życia pracowała w Instytucie Teatralnym im. Zbigniewa Raszewskiego w Warszawie.
Pogrzeb aktorki odbył się 1 grudnia w Klarysewie k. Warszawy. Po mszy pochowano ją na cmentarzu w Skolimowie.

## Filmografia
- 2009: Plebania, jako siostra Felicja
- 2009: M jak miłość, jako matka Gabrysi
- 2005: Parę osób, mały czas, jako dziennikarka
- 2005: Samo życie
- 2002: Kasia i Tomek
- 2000: Na dobre i na złe, jako doktor Lipowska
- 1989: Po upadku
- 1986: Słońce w gałęziach
- 1986: Kurs na lewo, jako Sylwia
- 1985: Rośliny trujące, jako gość na weselu Juliusza

### Dubbing
- 2010: Zafalowani
- 2008: Cziłała z Beverly Hills